# Katarzyna Gärtner
Katarzyna Gärtner, Katarzyna Gaertner (ur. 22 lutego 1942 w Myślenicach) – polska kompozytorka, producentka muzyczna, pianistka i aranżerka. Autorka przebojów, takich jak „Tańczące Eurydyki”, „Małgośka”, „Wielka woda” czy „Bądź gotowy dziś do drogi”.

## Życiorys
Uczęszczała do Średniej Szkoły Muzycznej w Krakowie (klasa fortepianu). Jeszcze w czasie edukacji w szkole muzycznej zainteresowała się jazzem, za granie którego po III klasie wyrzucono ją ze szkoły. Maturę zdawała eksternistycznie w Liceum im. Stefana Batorego w Warszawie.
Pracę artystyczną rozpoczęła w 1958, grając do 1960 w amatorskich zespołach muzyki jazzowej – New York Quartet oraz Old Time Band. W 1958 wzięła też udział w krakowskich Zaduszkach Jazzowych, a rok później w obozie muzycznym Jazz Camping na Kalatówkach i koncertach Międzynarodowego Festiwalu Muzyki Jazzowej Jazz Jamboree w Warszawie. Współpracowała z muzykami – Andrzejem Kurylewiczem, Jerzym Matuszkiewiczem, Zbigniewem Namysłowskim i Andrzejem Trzaskowskim.
W 1960 została akompaniatorką, kompozytorem i kierownikiem muzycznym Estrady Rzeszowskiej. Rok później została członkinią zespołu Klipsy, akompaniującego Mieczysławowi Foggowi. Wówczas poznała Helenę Majdaniec, dla której napisała piosenkę „Tańczące Eurydyki”, później wykonywaną przez Annę German. W 1962 zaczęła komponować piosenki zawodowo, napisała m.in. przebój Maryli Rodowicz „Małgośka”.
W 1968 zaczęła tworzyć dla potrzeb filmu i teatru. Jest autorką muzyki do prekursorskiej mszy beatowej Pan przyjacielem moim (1968), jednego z pierwszych polskich musicali Na szkle malowane (1970), do oratorium Zagrajcie nam dzisiaj, wszystkie srebrne dzwony (1975) – oba do tekstów Ernesta Brylla, oraz do musicalu dla dzieci Rumcajs (1974). W wersji scenicznej musicalu Pozłacany warkocz (1980) wystąpił m.in. zespół Dżem z Ryszardem Riedlem.
W okresie stanu wojennego w PRL w 1982 była członkiem Prezydium Tymczasowej Rady Krajowej Patriotycznego Ruchu Odrodzenia Narodowego i w składzie Rady Krajowej PRON w 1983.
W 1997 otrzymała Grand Prix im. Karola Musiała na 34. Krajowym Festiwalu Piosenki Polskiej w Opolu. Wygraną przeznaczyła na produkcję płyty i przedstawienia Pomsta czyli Zemsta po śląsku. W 1999 zagrała w dwóch odcinkach serialu Polsatu Policjanci. W 2014 skomponowała mszę kanonizacyjną „Missa Santo E Gia Santo” z okazji kanonizacji Jana Pawła II (i Jana XXIII).

## Życie prywatne
Jej ostatnim mężem był aktor i reżyser Kazimierz Mazur (1948–2022). Mieszkała z nim w posiadłości w miejscowości Komaszyce, w powiecie koneckim. 28 stycznia 2012 w domu wybuchł pożar, który strawił budynek, mieszczące się w nim studio nagrań, jak również wszystkie nagrania, nuty i instrumenty.
W 2012 i w październiku 2015 doznała udaru mózgu.

## Odniesienia w popkulturze
Została sportretowana w serialach Anna German (Anna Szymańczyk) i Osiecka (Olga Szomańska).

## Piosenki
- A gdzie jest siódme morze, słowa Jerzy Kleyny, wyk. Maryla Rodowicz (1973)
- A kiedy wszystko zgaśnie, słowa Joanna Kulmowa, wyk. Teresa Tutinas, Anna German
- Bądź gotowy dziś do drogi, słowa Marek Dutkiewicz, wyk. Halina Frąckowiak
- Bądź zdrowa dziewczyno, słowa Ernest Bryll, wyk. Andrzej Rybiński
- Chcę być kochaną, słowa Krzysztof Dzikowski, wyk. Anna German
- Co jej mogłeś dać, słowa Marek Dutkiewicz, wyk. Jacek Lech[10][11], i Jana Kratochvílová[12] (tytuł cz. Stary Senk)
- Czekałem na ciebie, słowa Ernest Bryll, wy k. Andrzej Rybiński, Partita
- Diabeł i raj, słowa Agnieszka Osiecka, wyk. Maryla Rodowicz
- Tańczące Eurydyki, słowa Ewa Rzemieniecka, Aleksander Wojciechowski, wyk. Anna German (1964); Helena Majdaniec (1962)
- Gdzie są te łąki, słowa Ernest Bryll, wyk. Maryla Rodowicz
- Góry, chmury i doliny, słowa Ernest Bryll, wyk. Jerzy Grunwald
- Hej, baby, baby, słowa Ernest Bryll, wyk. Edward Hulewicz
- Hej, dzień się budzi, słowa Jerzy Kleyny, wyk. Jolanta Borusiewicz (1969), Alibabki, Basia Trzetrzelewska
- Hej, Hanno, słowa Agnieszka Osiecka, wyk. Tadeusz Woźniak
- Kolibajka, słowa Ernest Bryll, wyk. Maryla Rodowicz
- Kołysanka matki, słowa Ernest Bryll, wyk. Dwa Plus Jeden, Andrzej i Eliza
- Komu weselne dzieci, słowa Agnieszka Osiecka, wyk. Urszula Sipińska, Maryla Rodowicz
- Lipowa łyżka, słowa Ernest Bryll, wyk. Czesław Niemen
- Małgośka, słowa Agnieszka Osiecka, wyk. Maryla Rodowicz (1973)
- Na opolskim rynku, słowa Małgorzata Goraj, wyk. Janusz Laskowski, Hetman (2010)
- Na sianie, słowa Ernest Bryll, wyk. Halina Frąckowiak
- Nie płacz szkoda oczu, słowa Krzysztof Dzikowski, wyk. Anna German
- Nie zmogła go kula, słowa Ernest Bryll, wyk. Andrzej Rybiński, Jerzy Grunwald, Partita; Dwa Plus Jeden
- Niech cię wiedzie dobry wiatr słowa Marek Dutkiewicz, wyk. Jacek Lech
- Odmieniec, słowa i wyk. Kazimierz Grześkowiak
- Panno pszeniczna, słowa Marek Dutkiewicz, wyk. Halina Frąckowiak
- Polka Idolka, słowa Jerzy Kleyny, wyk. Urszula oraz Anne Veski (na festiwalu w Sopocie) (1984)
- Powołanie (Gdy piosenka szła do wojska), słowa Jerzy Kleyny, wyk. Maryla Rodowicz
- Pozłacany warkocz, śpiewogra, wyk. m.in. kabaret Rak, Andrzej Zaucha, Dżem
- Pożegnanie Harnasia, słowa Ernest Bryll, wyk. Czesław Niemen
- Spotkamy się któregoś dnia, słowa Grzegorz Walczak, wyk. Partita
- Stanęliśmy nad jeziorem, słowa Roman Sadowski, wyk. Anna German
- Taka sobie miłość, słowa Kazimierz Winkler (1963)
- Urodzajny rok, słowa Agnieszka Osiecka, wyk. Maryla Rodowicz
- Wielka woda, słowa Agnieszka Osiecka, wyk. Maryla Rodowicz
- Wołaniem wołam cię, słowa Ernest Bryll, wyk. Urszula Sipińska
- Z tobą w górach, słowa Jerzy Kleyny, wyk. Maryla Rodowicz
- Zakwitnę różą, słowa Jerzy Miller, wyk. Anna German (1965)

## Ordery i odznaczenia
- Krzyż Kawalerski Orderu Odrodzenia Polski (1979)[13]
- Złoty Krzyż Zasługi (1974)[14]
- Srebrny Medal „Zasłużony Kulturze Gloria Artis” (2005)[15]

## Nagrody, wyróżnienia
- 1956 – I nagroda za piosenkę o Wyścigu Pokoju
- 1962 – I nagroda na Festiwalu Młodych Talentów w Szczecinie
- 1963 – wyróżnienie na KFPP w Opolu za piosenkę Taka sobie miłość
- 1964 – II nagroda na KFPP w Opolu za Tańczące Eurydyki
- 1964 – I nagroda na MFP w Sopocie za Tańczące Eurydyki
- 1965 – I nagroda na KFPP w Opolu za Zakwitnę różą
- 1965 – I nagroda na festiwalu w Ostendzie (Belgia) za Zakwitnę różą
- 1968 – Nagroda Ministra Kultury i Sztuki na KFPP w Opolu za piosenkę Odmieniec;
- 1969 – wyróżnienie na KFPP w Opolu za Hej, dzień się budzi
- 1971 – Nagroda Prezydium Wojewódzkiej Rady Narodowej na KFPP w Opolu za utwór Z tobą w górach
- 1971 – nagroda redakcji „Synkopy” na KFPP w Opolu za piosenkę Nie zmogła go kula
- 1972 – nagroda na Festiwalu Piosenki Żołnierskiej w Kołobrzegu za Powołanie
- 1972 – nagroda PAX „za oryginalne koncepcje kompozytorskie”
- 1973 – nagrody na MFP w Sopocie za piosenki Małgośka, Diabeł i raj, A gdzie jest siódme morze
- 1974 – III nagroda na MFP w Sopocie za Kołysankę matki
- 1974 – nagroda na Festiwalu Piosenki Żołnierskiej w Kołobrzegu za Kołysankę matki
- 1975 – nagroda na festiwalu w Las Palmas (Hiszpania) za Wołaniem wołam cię
- 1975 – nagrody I i II stopnia Ministra Kultury i Sztuki za twórczość artystyczną
- 1975 – nagroda Ministerstwa Obrony Narodowej za oratorium Zagrajcie nam dzisiaj, wszystkie srebrne dzwony
- 1980 – Grand Prix na KFPP w Opolu za muzykę do widowiska Pozłacany warkocz
- 1982 – Srebrny Pierścień na Festiwalu Piosenki Żołnierskiej w Kołobrzegu
- 1984 – Srebrny Pierścień na Festiwalu Piosenki Żołnierskiej w Kołobrzegu
- 1985 – Srebrny Pierścień na Festiwalu Piosenki Żołnierskiej w Kołobrzegu
- 1985 – Złoty Pierścień na Festiwalu Piosenki Żołnierskiej w Kołobrzegu
- 1987 – Srebrny Pierścień na Festiwalu Piosenki Żołnierskiej w Kołobrzegu
- 1987 – Złoty Pierścień na Festiwalu Piosenki Żołnierskiej w Kołobrzegu
- 2017, 2019 – Nagroda Specjalna Stowarzyszenia Autorów ZAiKS[16]